# Dusona kalatopensis
Dusona kalatopensis là một loài tò vò trong họ Ichneumonidae.